# Lapsephedi
Lapsephedi (nep. लप्सीफेद) – gaun wikas samiti w środkowej części Nepalu w strefie Bagmati w dystrykcie Katmandu. Według nepalskiego spisu powszechnego z 2001 roku liczył on 1051 gospodarstw domowych i 5603 mieszkańców (2888 kobiet i 2715 mężczyzn).